# Ladies and Gentlemen
«Ladies and Gentlemen» es una canción de la banda estadounidense de metal alternativo Saliva, lanzado a través de Island Records el 7 de noviembre de 2006 como el primer sencillo de su quinto álbum de estudio Blood Stained Love Story (2007). La canción recibió críticas negativas de los críticos. "Ladies and Gentlemen" alcanzó los números 2 y 25 en las listas Billboard Mainstream Rock y Alternative Songs, respectivamente, y también es el sencillo más vendido de la banda, siendo certificado Oro por la Recording Industry Association of America (RIAA) en 2010. 
El video musical que acompaña a la canción, dirigido por Stephen Penta, presenta a dos mujeres boxeando entre sí en un ring, mientras que el cantante principal Josey Scott interpreta el papel de locutor, entrenador y árbitro a lo largo del video.

## Antecedentes
El cantante principal, Josey Scott, dijo que la banda estaba tratando de escribir "una canción llena de dinámica que sabíamos que a la comunidad deportiva le encantaría y que los videojuegos y las películas adorarían". Después de haber escrito 9 o 10 canciones para el álbum, Scott estaba intercambiando ideas con el productor Bob Marlette. Scott le dijo al productor: "¿Qué pasa si hago los versos como un locutor de circo? ¿Recuerdas cuando eras niño y vas al circo y sale el director de pista? 'Damas y caballeros'". Scott pensó que Marlette lo ridiculizaría por la idea, pero Marlette pensó que era brillante.
Scott también dijo que la letra previa al coro, "Bienvenido al programa", emulaba a Def Leppard, y puso la palabra "boom" en el coro porque la última vez que Saliva dijo "boom" en una canción ("Click Click Boom" ), tenía licencia para varios estadios deportivos, videojuegos y avances de películas.

## Recepción y crítica
"Ladies and Gentlemen" obtuvo críticas negativas de los críticos musicales. Christian Hoard de Rolling Stone criticó la canción por ser un "metal de arena de mierda". El colaborador de PopMatters, Andrew Blackie, lo encontró "dolorosamente innecesario", y lo describió como "[Un] festival de distorsión bajista de tercera categoría, los versos no son tanto cantados como hablados ... con una arrogancia monótona". Por el contrario, Clark Collis de Entertainment Weekly elogió a Saliva por infundir a la canción una "sensibilidad pop brillante y fermentada".

## Video musical
El video fue dirigido por Stephen Penta, el video tiene lugar en un ring donde dos ex modelos de Suicide Girls están boxeando entre sí, mientras que el cantante principal Josey Scott está interpretando "múltiples roles, incluyendo locutor, entrenador y árbitro".

## En la cultura popular
La canción fue el tema oficial del pago por evento de World Wrestling Entertainment (ahora conocido como WWE), WrestleMania 23. En una entrevista con WWE.com, el líder Josey Scott declaró que la canción fue escrita con el evento en mente para WWE, diciendo "Eso es lo que lo escribimos para nosotros. Lo escribimos para nuestros amigos de la WWE".
También se usó en NFL Network durante la cobertura del Super Bowl XLI y el anuncio promocional de Navidad de 2008 del canal BBC HD, que mostraba algunas de las películas y programas de televisión que el canal mostraba durante el período navideño. También se utilizó el tema para el AST Dew Tour anual de 2007, los comerciales de Universe of Entertainment para Sony PlayStation 3 y los anuncios de televisión para la película de 2009 Star Trek.
NHRA también ha utilizado la canción para su Drag Racing desde 2007. La canción también apareció en la película Jumper de 2008. Fue la canción que apareció en el video de apertura de Calgary Flames en la temporada 2008-09 de la NHL, así como en el primer clásico de invierno de la NHL en 2008 en Buffalo, Nueva York. La canción también se usó como tema principal del Sharpie 500 2008 en el Bristol Motor Speedway. La canción se utiliza como música de fondo para el video de introducción de la temporada 2010 de hockey sobre hielo masculino de Ohio State Buckeyes durante los partidos en casa. También se sabe que el programa de radio sindicado The Rick and Bubba Radio Show usa la canción como un parachoques después de la pausa comercial. La canción se utilizó durante el aterrizaje del avión C-130 "Fat Albert" en la base aérea naval de Belle Chasse, Luisiana, durante el espectáculo aéreo N'Awlins de mayo de 2011.
La canción es el tema de apertura del programa Intentional Talk de MLB Network a partir del episodio del 4 de abril de 2016.

## Posicionamiento en lista
| Lista (2007)                         | Mejor posición |
| ------------------------------------ | -------------- |
| Estados Unidos (Alternative Airplay) | 25             |
| Estados Unidos (Mainstream Rock)     | 2              |
| US Pop 100 (Billboard)               | 96             |